# 全國漢字教育推進總聯合會
全國漢字教育推進總聯合會（：／），是韓國支持漢字復活的團體。地址位於首尔特別市鐘路區新橋洞6-3。
他們是以希望漢字復活為方針的壓力團體，與主張谚文專用的團體韓文學會處於敵對關係。
中心人物有原陸軍參謀總長李在田，首爾大學教授鄭秉學，在日本也很有名的人物像詩人金芝河(著名左派作家)，孔魯明(自稱為孔子後代，前駐日大使)，高建(前漢城市長)，曹薰铉(韓國著名圍棋手)，還有從谚文專用論轉向的全漢俊等。
机关杂志为《谚文＋漢字文化》月刊。

## 外部連結
- 組織正式網站 （页面存档备份，存于）
  - 推進團體名單